# Rio Jerte
O rio Jerte é um rio do interior de Espanha, afluente do Alagón (um afluente do Tejo), que corre ao longo do norte da província de Cáceres, comunidade autónoma da Estremadura, formando o Vale do Jerte. Tem um comprimento de 70 km.
A sua nascente encontra-se perto de Tornavacas, a cerca de 1 800 metros, próximo do ponto mais alto da Estremadura, o Pico Torreón (2 401 m). A altitude do leito junto a Plasencia, a cerca de 50 km da nascente é aproximadamente 345 m, o que dá ideia de quão acidentada é a sua bacia hidrográfica.
Desde a nascente na cabeceira do vale, vai recolhendo os caudais dos regatos de montanha (em castelhano:  gargantas) importantes, como o San Martín, Becedas, Papúos, Los Infiernos, Buitres, Honduras, Puria, Bonal, etc. E dias de chuva intensa são muito habituais enchentes muito rápidas. É um belo rio de montanha, com o maior caudal específico de todos os rios da Estremadura.
Localidades que banha
- Tornavacas
- Jerte
- Cabezuela del Valle
- Navaconcejo
- Plasencia
- Carcaboso
- Galisteo